# Destination X (2012)
 (février 2014).
Si vous disposez d'ouvrages ou d'articles de référence ou si vous connaissez des sites web de qualité traitant du thème abordé ici, merci de compléter l'article en donnant les références utiles à sa vérifiabilité et en les liant à la section « Notes et références ».
L'édition 2012 de Destination X est une manifestation de catch professionnel télédiffusée et visible uniquement en paiement à la séance. L'événement, produit par la Total Nonstop Action Wrestling, s'est déroulé le 8 juillet 2012 à l'Impact Wrestling Zone, à Orlando (Floride) aux États-Unis. Il s'agit de la huitième édition de Destination X. Austin Aries est en vedette de l'affiche promotionnelle (officielle).

## Contexte
Les spectacles de la Total Nonstop Action Wrestling en paiement à la séance sont constitués de matchs aux résultats prédéterminés par les scénaristes de la TNA. Ces rencontres sont justifiées par des storylines - une rivalité avec un catcheur, la plupart du temps - ou par des qualifications survenues dans les émissions de la TNA telles que Impact Wrestling et Xplosion. Tous les catcheurs possèdent un gimmick, c'est-à-dire qu'ils incarnent un personnage face (gentil) ou heel (méchant), qui évolue au fil des rencontres. Un pay-per-view comme Destination X est donc un évènement tournant pour les différentes storylines en cours.

### Bobby Roode contre Austin Aries
Ayant remporté le Championnat du monde Poids-Lourds de la TNA au mois de novembre, Bobby Roode est le déteneur de ce titre au plus long règne de l'histoire de la TNA. Pour sa part, Austin Aries a gagné le Championnat de la Division X à No Surrender 2011 en septembre, faisant de lui le champion au plus long règne, tous titres confondus. Le 14 juin à Impact Wrestling, Hulk Hogan, impressionné par Aries, lui propose deux options: la première de laisser tomber son titre de la Division X au profit d'un match pour le titre du monde Poids-Lourds à Destination X (en main event) contre Roode, ou de continuer son règne de Champion de la Division X. La semaine suivante, Aries décide de laisser vacant son titre mais à une condition: que le Champion de la Division X puisse recevoir la même opportunité que lui à chaque année vers la période de Destination X. Austin Aries affrontera donc Bobby Roode à Destination X.

## Matchs de la soirée
| #                                                                | Match                                                 | Stipulation                                                                               | Durée |
| ---------------------------------------------------------------- | ----------------------------------------------------- | ----------------------------------------------------------------------------------------- | ----- |
| 1                                                                | Mason Andrews bat Rubix, Dakota Darsow et Lars Only   | Fatal Four Way match pour déterminer le dernier qualifié pour le Tournoi de la X Division | 8:22  |
| 2                                                                | Mason Andrews bat Kid Kash                            | Demi finale du TNA X Division Tournament                                                  | 8:10  |
| 3                                                                | Kenny King bat Douglas Williams                       | Demi finale du TNA X Division Tournament                                                  | 10:35 |
| 4                                                                | Sonjay Dutt bat Rashad Cameron                        | Demi finale du TNA X Division Tournament                                                  | 7:16  |
| 5                                                                | Zema Ion bat Flip Cassonova                           | Demi finale du TNA X Division Tournament                                                  | 3:55  |
| 6                                                                | Samoa Joe bat Kurt Angle                              | Bound for Glory Series (2012)                                                             | 14:38 |
| 7                                                                | A.J. Styles bat Christopher Daniels                   | Last Man Standing match                                                                   | 17:41 |
| 8                                                                | Zema Ion bat Mason Andrews, Kenny King et Sonjay Dutt | Ultimate X match pour le TNA X Division Championship                                      | 8:50  |
| 9                                                                | Austin Aries bat Bobby Roode (c)                      | Match Classique pour le TNA World Heavyweight Championship                                | 22:42 |
| (c) désigne le(s) champion(s) défendant son titre dans le match. |                                                       |                                                                                           |       |